# Naturbahnrodel-Europameisterschaft 1977
Die 6. FIL Naturbahnrodel-Europameisterschaft fand vom 19. bis 20. Februar 1977 in Seis am Schlern in Italien statt. Alle drei Europameistertitel und acht von neun Medaillen gewann das Gastgeberland Italien, das damit zum ersten Mal im Medaillenspiegel vor Österreich führte.

## Einsitzer Herren
| Platz | Name                | Zeit |
| ----- | ------------------- | ---- |
| 01    | Erich Graber        | ?    |
| 02    | Werner Beikircher   | ?    |
| 03    | Damiano Lugon       | ?    |
| 04    | Heinz Penz          | ?    |
| 05    | Eugen Obexer        | ?    |
| 06    | Michael Plaikner    | ?    |
| 07    | Paul Mitterstieler  | ?    |
| 08    | Hubert Mairamhof    | ?    |
| 09    | Josef Theurl        | ?    |
| 10    | Werner Prantl       | ?    |
| 11    | Helmut Hutter       | ?    |
| 12    | Siegfried Mair      | ?    |
| 13    | Robert Jud          | ?    |
| 14    | Richard Huter       | ?    |
| 15    | Klaus Motz          | ?    |
| 16    | Otto Bachmann       | ?    |
| 17    | Ernst Scheuchl      | ?    |
| 18    | Egon Tronegger      | ?    |
| 19    | Vitus Gansler       | ?    |
| 20    | Engelbert Fuchs     | ?    |
| 21    | Johann Mair         | ?    |
| 22    | Heinz Gdanitz       | ?    |
| 23    | Edward Fender       | ?    |
| 24    | Ray Lindfors        | ?    |
| 25    | Georg Spindler      | ?    |
| 26    | Walter Renn         | ?    |
| 27    | Martin Meyer        | ?    |
| 28    | Erich Hedinger      | ?    |
| 29    | Hans Zwerger        | ?    |
| 30    | Josef Trojer        | ?    |
| 31    | Ernst Buchwieser    | ?    |
| 32    | Andreas Gredig      | ?    |
| 33    | Heinz Bänziger      | ?    |
| 34    | Geir Sörnes Hansen  | ?    |
| 35    | Trond Enkerud       | ?    |
| 36    | Harald Wenzelis     | ?    |
| 37    | Janusz Chochorowski | ?    |
| 38    | Rajmund Niwiński    | ?    |
| --    | Ernst Stangl        | DNF  |
| --    | Josef Ploner        | DNF  |
| --    | Willi Galsterer     | DNF  |
| --    | Wolfgang Erlacher   | DNF  |
| --    | Ivar Bjare          | DNS  |
| --    | Heinz Kleinhofer    | DNS  |
| --    | Alfred Kogler       | DNS  |

Bei der 6. Naturbahnrodel-Europameisterschaft gingen zum ersten Mal alle Medaillen im Herren-Einsitzer nach Italien. Die italienische Mannschaft feierte sogar einen Achtfachsieg. Europameister wurde zum zweiten Mal nach 1974 Erich Graber. Die Silbermedaille gewann Werner Beikircher und die Bronzemedaille Damiano Lugon. Für Beikircher war dies seine einzige EM-Medaille, Lugon wurde 1979 und 1989 Europameister. Der Titelverteidiger Alfred Kogler aus Österreich war nicht am Start.

## Einsitzer Damen
| Platz | Name                    | Zeit |
| ----- | ----------------------- | ---- |
| 01    | Helene Mitterstieler    | ?    |
| 02    | Elfriede Pirkmann       | ?    |
| 03    | Rosa Schwingshackl      | ?    |
| 04    | Hilde Fuchs             | ?    |
| 05    | Ruth Oberhöller         | ?    |
| 06    | Hilde Scharf            | ?    |
| 07    | Elisabeth Höllwerth     | ?    |
| 08    | Roswitha Fischer        | ?    |
| 09    | Annemarie Ebner         | ?    |
| 10    | Nelly Chapellu          | ?    |
| 11    | Halina Kanasz           | ?    |
| 12    | W. Stanowska-Maciejczyk | ?    |
| 13    | Karin Rieger            | ?    |
| --    | Lea Voyat               | DNF  |
| --    | Danuta Murmyto          | DNF  |
| --    | Herta Hafner            | DNS  |

Die Italienerin Helene Mitterstieler gewann den Einsitzerbewerb der Damen und wurde damit nach fünf österreichischen Siegen die erste Naturbahnrodel-Europameisterin aus Italien. Platz zwei ging an die Europameisterin von 1973, Elfriede Pirkmann aus Österreich. Sie gewann damit die einzige Medaille für Österreich bei dieser EM. Bronze ging an die Italienerin Rosa Schwingshackl.

## Doppelsitzer
| Platz | Name                                | Zeit |
| ----- | ----------------------------------- | ---- |
| 01    | Robert Jud – Erich Graber           | ?    |
| 02    | Johann Mair – Michael Plaikner      | ?    |
| 03    | Hubert Mairamhof – Josef Ploner     | ?    |
| 04    | Richard Huter – Klaus Motz          | ?    |
| 05    | Helmut Hutter – Josef Theurl        | ?    |
| 06    | Josef Trojer – Otto Bachmann        | ?    |
| 07    | Werner Prantl – Florian Prantl      | ?    |
| 08    | Georg Spindler – Vitus Gansler      | ?    |
| 09    | Ernst Stangl – Karl Oberhöller      | ?    |
| 10    | Ernst Buchwieser – Hans Zwerger     | ?    |
| --    | Paul Mitterstieler – Heinz Penz     | DNF  |
| --    | Richard Marmsoler – Ernst Marmsoler | DNF  |
| --    | Willi Galsterer – Heinz Kleinhofer  | DNS  |
| --    | Alfred Kogler – Wolfgang Erlacher   | DNS  |

Wie im Herren-Einsitzer gingen auch im Doppelsitzer zum ersten Mal alle Medaillen an Italien. Robert Jud und Erich Graber verteidigten ihren Titel erfolgreich und wurden zum zweiten Mal Europameister. Johann Mair und Michael Plaikner gewannen die Silbermedaille, Hubert Mairamhof und Josef Ploner die Bronzemedaille.

## Medaillenspiegel
| Platz | Land       | Gold | Silber | Bronze | Gesamt |
| ----- | ---------- | ---- | ------ | ------ | ------ |
| 1.    | Italien    | 3    | 2      | 3      | 8      |
| 2.    | Österreich | —    | 1      | —      | 1      |